# Huven (Much)
Huven ist ein Kapellenort in der Gemeinde Much im Rhein-Sieg-Kreis. Der Ort wurde 1537 erstmals urkundlich genannt.

## Lage
Huven liegt an der südlichen Gemeindegrenze von Much zur Gemeinde Neunkirchen-Seelscheid über dem Eschbachtal. Nachbarorte sind Bitzen im Norden, Pillenhof im Nordosten, Hillesheim im Osten, Todtenmann und Steinermühle im Süden sowie Stein und Oberheister im Südwesten. Der Ort ist über die Bundesstraße 56 erreichbar.

## Einwohner
1901 hatte der Weiler 42 Einwohner. Dies waren die Haushalte Ackerer Joh. Bonrath, Ackerin Elisabeth Hebekäuser und Ackerin Maria Hebekäuser, Ackerin Eva Maria Knipp, Ackerer Joh. Josef Knipp, Maurer August Kühler, Ackerer Joh. Röger sowie Ackerin Witwe Johann Stöcker.
Die Huvener Mühle existiert heute nicht mehr.